# Benidorm Fest
Il Benidorm Fest è un festival musicale che dal 2022 si tiene annualmente presso il Palau Municipal d'Esports l'Illa di Benidorm, in Spagna. Creato dall'emittente Radiotelevisión Española (RTVE), in collaborazione con la Generalitat Valenciana, il concorso viene usato come metodo di selezione nazionale per il paese all'Eurovision Song Contest.
L'evento consiste generalmente in due semifinali e una finale, con il vincitore scelto dal voto dal pubblico e da quello di una giuria tecnica, entrambi con influenti di egual peso sul risultato finale.

## Storia

### Antefatti
Tra il 1959 e il 2006 è stato organizzato a Benidorm il Festival de la Canción de Benidorm, il quale rappresentava il festival musicale più importante della Spagna e uno tra i più importanti in Europa. Presentata dalla Red de Emisoras del Movimiento (REM), consisteva nella presentazione dei brani in una doppia versione, come era solito fare nei festival musicali dell'epoca, ispirandosi proprio al Festival di Sanremo.
Durante questa fase si sono susseguiti i maggiori successi della storia del festival, come Comunicando, Quisiera ser, Tu loca juventud, La vida sigue igual e Amor amargo. Durante questi anni hanno partecipato artisti come Dúo Dinámico, Raphael, Bruno Lomas, Joe y Luis, Michel, Los Gritos, Julio Iglesias, Karina, Víctor Manuel, Lolita Garrido, Manolo Otero e Rosa Morena.
Dagli anni 1970 in poi il festival subì un notevole declino a causa del calo di interessi e il rapido cambiamento dello scenario culturale e musicale della Spagna, questo portò ad alcune edizioni sperimentali, cambiamenti ed annullamenti di edizioni, culminando nel 2004 quando venne tramutato in un festival internazionale, ma lo scarso interesse ne decretò la cancellazione definitiva nel 2006.

### Il nuovo festival
Quindici anni dopo l'ultima edizione del Festival di Benidorm, il 22 giugno 2021 l'emittente RTVE ha trasmesso una conferenza dall'omonima città in cui il presidente della Generalitat Valenciana Ximo Puig, il sindaco di Benidorm Antonio Pérez ed il presidente dell'emittente José Manuel Pérez Tornero hanno comunicato il ritorno di un festival realizzato nella città valenciana con l'intenzione di trasformarsi a lungo periodo nella nuova preselezione spagnola per l'Eurovision Song Contest. Nella suddetta ritrasmissione, la televisione pubblica ha assicurato cambi e meccaniche rinnovate, così come un "doppio concorso" in cui si sarebbero stati conciliati sia cantanti professionisti, sia cantanti amatoriali, il cui premio sarebbe stato la possibilità di rappresentare la Spagna all'Eurovision Song Contest, a partire dall'edizione del 2022. Successivamente, il 29 settembre dello stesso anno sono state pubblicate le basi e il regolamento del concorso, così come il nuovo nome il Benidorm Fest. La prima edizione fu vinta dalla cantante di origini cubane Chanel Terrero con la canzone SloMo, che alla manifestazione europea arrivò terza. Da quell'anno il Benidorm Fest, ha continuato a fungere in maniera definitiva da selezione nazionale per il rappresentante spagnolo all'Eurovision Song Contest.
Nel 2024 i rappresentanti del consiglio municipale di Benidorm, il dipartimento di innovazione, industria, commercio e turismo della Generalitat Valenciana e i capi della RTVE sono stati invitati ad assistere all'organizzazione tecnica della 74ª edizione del Festival di Sanremo con l'intento di avviare una collaborazione tra i due festival musicali. In seguito è stato annunciato che il primo cambiamento che avverrà dalle edizioni future in poi sarà rendere il televoto pubblico totalmente gratuito.

## Regolamento
Durante un periodo di circa un mese, RTVE indice un bando per l'invio delle proposte all'associazione di radiotelevisione pubblica, mentre è l'associazione stessa ad occuparsi di invitare in maniera diretta i cantanti e gli autori rinomati del panorama musicale odierno. Possono presentarsi al concorso interpreti, gruppi e autori che abbiano compiuto almeno 16 anni prima del 1º maggio, di nazionalità spagnola o in possesso della residenza permanente in Spagna (nel caso di un duo o di un gruppo, almeno il 50 % dei membri deve soddisfare questa condizione). Va sottolineato che i cantanti possono inviare unicamente una proposta, sebbene i compositori abbiano la possibilità di presentare un brano come autori principali e altri due come coautori.
In ossequio alle regole del concorso europeo, le canzoni devono essere originali e non essere state pubblicate, interpretate o distribuite, nemmeno parzialmente, prima del 1º settembre dell'anno che precede lo svolgimento dell'Eurovision Song Contest e devono avere una durata compresa tra i due minuti e mezzo e i tre minuti. Il testo deve invece essere in spagnolo castigliano e/o in lingue co-ufficiali della Spagna (catalano, basco, galiziano, guascone), pur accettando canzoni con frammenti in lingue straniere come l'inglese che non superino il 35% del testo. Gli autori invitati dall'emittente possono suggerire l'artista o il gruppo che considerano ideale per interpretare la loro canzone, ma la decisione finale spetta a RTVE.
A seguito delle iscrizioni, una giuria di professionisti RTVE e dell'industria musicale valuta le proposte e seleziona le candidature che formano parte del Benidorm Fest, di cui almeno due devono essere tra quelle iscritte attraverso il sito web. Per la scelta dei partecipanti si considera la varietà di genere, la combinazione di riferimenti musicali con nuovi talenti e la varietà di stili. Infine, l'annuncio del nome degli artisti e delle canzoni da parte di RTVE si effettua tra il novembre e il dicembre dell'anno precedente.
Tra la fine di gennaio e l'inizio di febbraio, mediante due semifinali e una finale, gli artisti in gara interpretano le loro canzoni dal vivo. In seguito, il pubblico (composto dal televoto e una giuria demoscopica) e una giuria di esperti, composta da personalità nazionali e internazionali, procedono a votare con un peso del 50% per le canzoni che a loro giudizio sono le migliori. Alla fine del programma, la canzone con più punti si dichiara vincitrice, diventando la rappresentante della Spagna all'Eurovision Song Contest. Il trofeo è un microfono in bronzo.
Le semifinali vengono trasmesse in due notti della stessa settimana. In ognuna di esse competono sette canzoni di cui quattro si qualificano alla fase finale. Il pubblico (25% televoto e 25% giuria demoscopica) e la giuria (30% nazionale e 20% internazionale) sono gli incaricati di scegliere i finalisti. Più concretamente, ogni membro della giuria (tre nazionali e due internazionali) assegna individualmente 12, 10, 8, 7, 6, 5 e 4 punti, mentre il campione demoscopico (350 persone) ed il televoto distribuiscono separatamente 30, 25, 20, 18, 15, 12 e 10 punti. In totale si assegnano 520 in ogni serata (260 da parte della giuria, 130 da parte del pubblico e altrettanti da parte del campione demoscopico).
In caso di pareggio nei voti della demoscopica, viene avvantaggiato il brano che ha ottenuto più voti dalla giuria. In caso di ulteriore parità, si favorisce la canzone che ha ricevuto più volte 12 punti, in seguito si confronta il numero di blocchi da 10 punti ricevuti e così via. Viene utilizzato lo stesso criterio in caso di parità col televoto. Occorre sottolineare che nelle semifinali si risolvono gli spareggi solamente fino al quarto posto.
La finale ha luogo il sabato che segue la celebrazione delle semifinali. Vi partecipano otto canzoni, le quattro più votate in ogni semifinale. Il sistema di votazione è il medesimo delle semifinali, ma in questo caso ogni membro della giuria assegna individualmente 12, 10, 8, 7, 6, 5, 4 e 2 punti, mentre il campione demoscopico ed il televoto distribuiscono separatamente 30, 25, 20, 18, 15, 12, 10 e 5 punti. In caso di parità di punteggio, si usano gli stessi criteri utilizzati nelle semifinali, ma solamente se è coinvolto il primo classificato. In totale si assegnano 540 in ogni serata (270 da parte della giuria, 135 da parte del pubblico e altrettanti da parte del campione demoscopico).
In caso di pareggio nel punteggio finale, viene avvantaggiato il brano che ha ricevuto più punti dal pubblico. Analogamente, in caso di malfunzionamento nei sistemi del voto demoscopico o del televoto che impediscono la determinazione dei risultati delle votazioni del pubblico, risulta vincitrice la canzone che riceve il miglior punteggio della giuria. In caso di malfunzionamento di solo uno dei due sistemi di voto del pubblico, l'altro sistema va a rappresentare da solo il 50% del risultato complessivo.

### Tema musicale
Il tema del concorso è la canzone Vita est composta da Pepe Herrero e suonato dall'orchestra sinfonica della RTVE, la canzone, in latino, si ispira ad O Fortuna dalla Carmina Burana di Carl Orff e ad Hans Zimmer, e ne esistono 15 versioni.

## Edizioni
Qui di seguito vengono elencati i vincitori delle varie edizioni del Benidorm Fest con le rispettive canzoni e il posizionamento all'Eurovision Song Contest:
| Edizione | Conduzione     | Conduzione   | Conduzione      | Periodo          | Periodo          | Puntate | Partecipanti | Vincitore     | Vincitore | Piazzamento all'ESC | Piazzamento all'ESC |
| Edizione | Conduzione     | Conduzione   | Conduzione      | Inizio           | Fine             | Puntate | Partecipanti | Artista       | Brano     | Finale              | Punti               |
| -------- | -------------- | ------------ | --------------- | ---------------- | ---------------- | ------- | ------------ | ------------- | --------- | ------------------- | ------------------- |
| 1ª       | Alaska         | Inés Hernand | Màxim Huerta    | 26 gennaio 2022  | 29 gennaio 2022  | 3       | 13           | Chanel        | SloMo     | 3                   | 459                 |
| 2ª       | Mónica Naranjo | Inés Hernand | Rodrigo Vazquez | 31 gennaio 2023  | 4 febbraio 2023  | 3       | 18           | Blanca Paloma | Eaea      | 17                  | 100                 |
| 3ª       | Ruth Lorenzo   | Marc Calderó | Ana Prada       | 30 gennaio 2024  | 3 febbraio 2024  | 3       | 16           | Nebulossa     | Zorra     | 22                  | 30                  |
| 4ª       | Ruth Lorenzo   | Inés Hernand | Paula Vázquez   | 28 gennaio 2025  | 1º febbraio 2025 | 3       | 16           | Melody        | Esa diva  | 24                  | 37                  |
| 5ª       |                |              |                 | 10 febbraio 2026 | 14 febbraio 2026 | 3       |              |               |           |                     |                     |